# Гелиопольский стиль

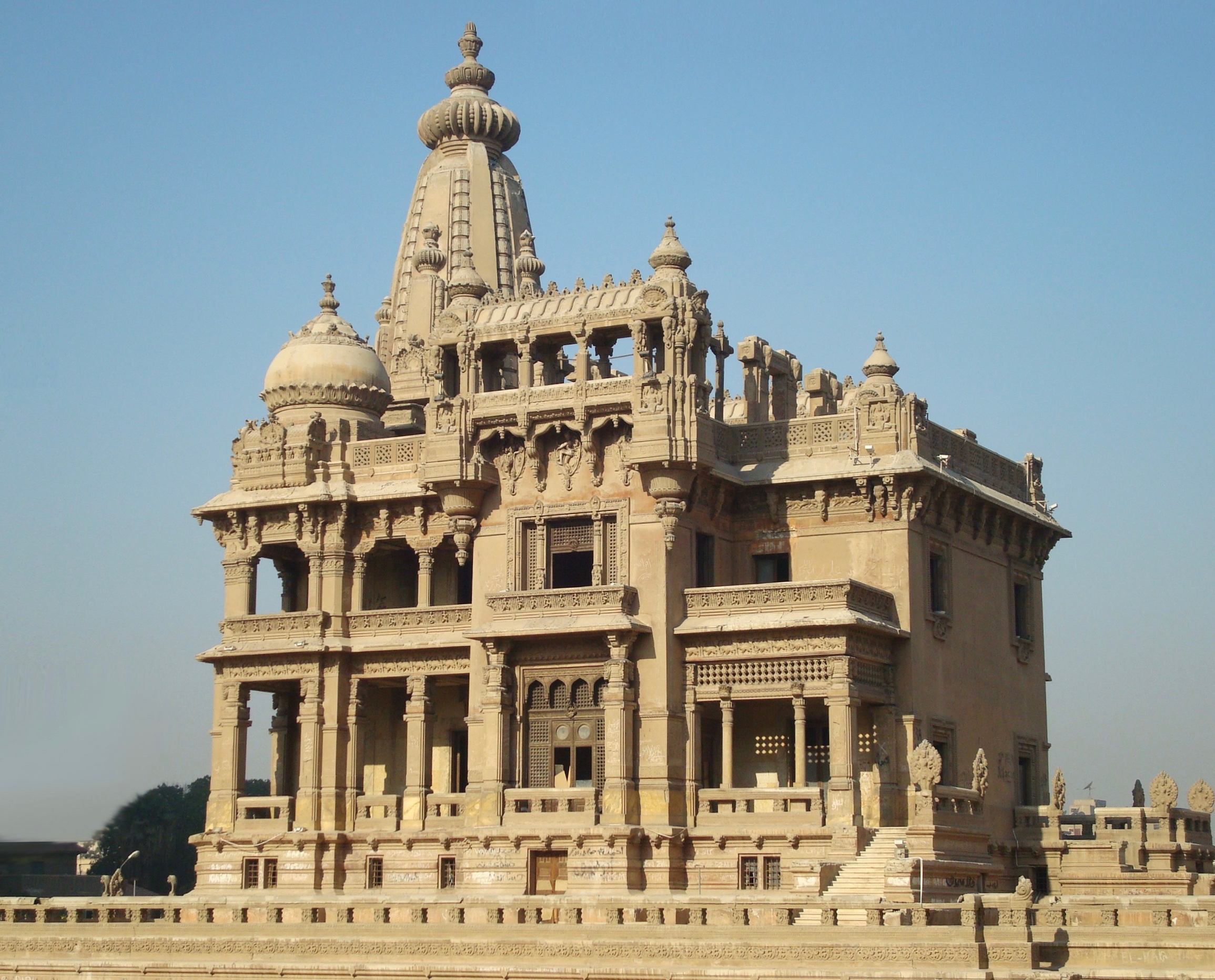
«Дворец Эмпена» в Гелиополисе

Гелиопольский стиль — это архитектурный стиль начала XX века, разработанный в новом пригороде Гелиополис в восточном Каире, Египет. Принадлежавшая предпринимателю Эдуарду Эмпену бельгийская компания Cairo Electric Railways and Heliopolis Oases Company, ответственная за планирование и развитие нового пригорода, создали новый стиль, чтобы реализовать исключительную отличительность в дизайне своих зданий. Стиль возрождения — это синтез мавританского Возрождения, традиционного арабского, персидского Возрождения и стилей европейской неоклассической архитектуры.

## Стиль
Цель этого стиля — успешно реализовать эстетические и функциональные преимущества влияющих стилей. Сочетание этих качеств принесло мавританские и персидские фасады, арабские пространственные объёмы и европейские планы этажей, а также неоклассические и мавританские интерьеры в однородной единице.
Интегрированные качества Гелиопольского стиля, в том числе:
- Методы адаптации к климатическим изменениям в арабской северной Африке (осуществляются в объёмах).
- Персидско-мавританское Возрождение чувство архитектурного стиля детализации (реализовано в фасадах).
- Евро-египетское гостеприимство социальных традиций, начала века 20 века (осуществляется в планах и в дизайне интерьера).

## Примеры
Пригород Гелиополиса является единственным примером этого уникального архитектурного стиля и до сих пор очень хорошо сохранился. Гелиопольский стиль представлен там большим ансамблем зданий в обширной области с историческим языком формы. Гелиопольский дворец, первоначально грандиозный отель, открытый в 1910 году, а теперь президентский дворец, является исключительным примером.
Архитекторы, практикующие в то время в этом стиле, включали Шарля Эру и Анри Хабиба Эру.